# Acalypha jerzedowskii
Acalypha jerzedowskii là một loài thực vật có hoa trong họ Đại kích. Loài này được Calderón mô tả khoa học đầu tiên năm 1978.